# 14 oktober
14 oktober is de 287ste dag van het jaar (288ste dag in een schrikkeljaar) in de gregoriaanse kalender. Hierna volgen nog 78 dagen tot het einde van het jaar.

## Gebeurtenissen
- Algemeen
  - 1913 - In Senghenydd bij Caerphilly vallen bij een mijnramp 439 doden. Het is de grootste mijnramp uit de geschiedenis van het Verenigd Koninkrijk en wereldwijd de op zes na grootste ooit.
  - 1957 - In Valencia (Spanje) stroomt de rivier Turia over waardoor het oude centrum van de stad zwaar wordt getroffen. Als gevolg van deze ramp komen meer dan 400 personen om het leven.
  - 1991 - Kambarage Kaunda, de zoon van de Zambiaanse president Kenneth Kaunda, wordt ter dood veroordeeld wegens de moord op een twintigjarige vrouw in 1989.
  - 1992 - De Haagsche Academie voor Internationaal Recht ontvangt de Félix Houphouët-Boigny-Vredesprijs 1992, een belangrijke onderscheiding van de Unesco, de VN-organisatie voor onderwijs, wetenschap en cultuur.
  - 2010 - In Chili worden de 33 mijnwerkers die ondergronds opgesloten raakten op 5 augustus bij het mijnongeval in Copiapó in iets meer dan 22 uur allemaal gered.[1]
  - 2011 - Ongeveer zestig personeelsleden van een gevangenis in de staat Carabobo (Venezuela) worden gegijzeld door een groep gevangenen.
  - 2019 - De politie valt een boerderij in het Drentse Ruinerwold binnen en vindt een gezin dat negen jaar lang in een afgesloten ruimte van de boerderij heeft geleefd. Het gezin, bestaande uit zes mensen tussen de 18 en 25 jaar en hun vader, zou daar leven vanwege het 'einde der tijden'.
  - 2021 - Bij een brand in een winkel- en wooncomplex in de Taiwanese stad Kaohsiung vallen tientallen doden en gewonden.[2]
  - 2021 - Bij gevechten met demonstranten in de Libanese hoofdstad Beiroet vallen zeker zes doden en tientallen gewonden. Volgens Hezbollah zit een christelijke politieke partij achter de aanval. De demonstranten protesteerden tegen een rechter die de explosie in de haven van Beiroet onderzoekt.[3]
- Economie
  - 2012 - De Zuid-Afrikaanse politie pakt 72 mijnwerkers op van een goudmijn die twee dagen eerder een sit-in begonnen bij het politiebureau van Westonaria, ongeveer 45 kilometer ten westen van Johannesburg.
- Kunst en cultuur
  - 1992 - De Wereldtentoonstelling van Sevilla maakt een winst van 7,6 miljard peseta's, ruim honderd miljoen gulden.
  - 2021 - De documentaireserie De Kinderen van Ruinerwold van documentairemaker Jessica Villerius wint de Gouden Televizier-Ring 2021. Het is de eerste documentaire die de publieksprijs wint.[4]
- Infrastructuur
  - 1977 - Opening van de Amsterdamse Metrolijn 53 (Gaasperplaslijn) en Metrolijn 54 (Geinlijn).
- Muziek
  - 1980 - In de KRO-studio in Hilversum geeft de Ierse band U2 zijn eerste optreden op het Europese vasteland.[5]
- Oorlog

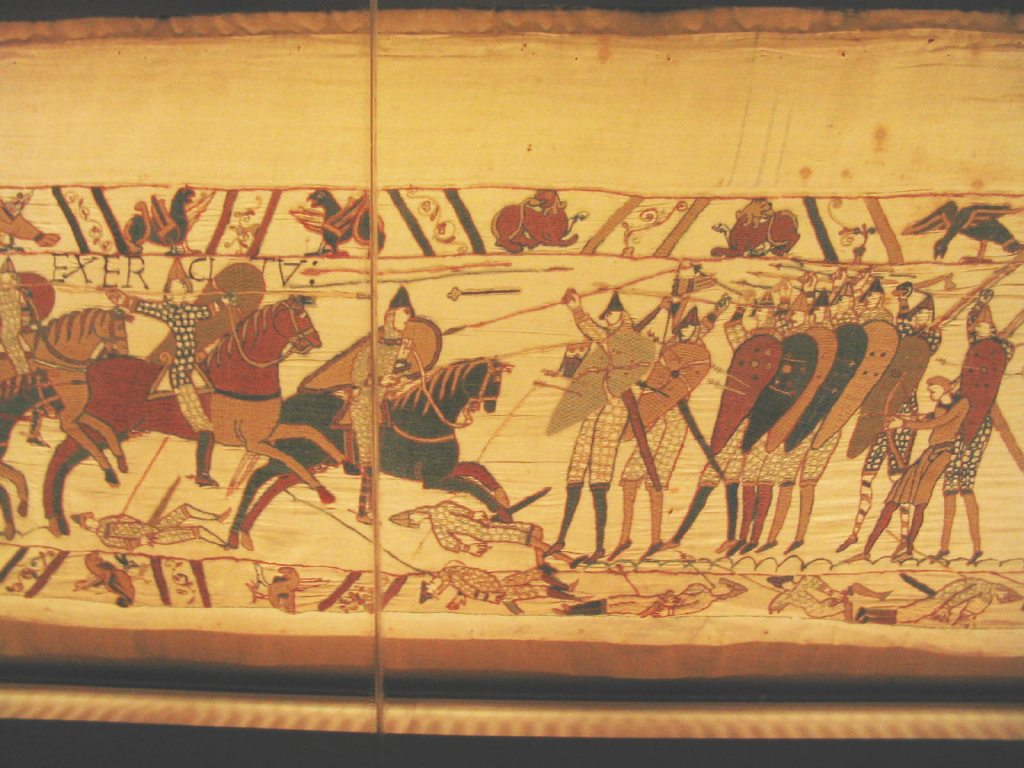
Afbeelding van de Slag bij Hastings op het Tapijt van Bayeux.

- - 1066 - Willem de Veroveraar verslaat de laatste Angelsaksische koning Harold II in de Slag bij Hastings.[6]
  - 1943 - In het vernietigingskamp Sobibór komen de gevangenen in opstand.
  - 1944 - Bij het bombardement van Zutphen komen meer dan 100 burgers om en vallen honderden gewonden.
  - 1989 - Onder leiding van de Zaïrese president Mobutu Sese Seko begint in Monte Carlo een speciale onderhandelingsronde over de burgeroorlog in Angola, met vertegenwoordigers van de regering in Luanda, de verzetsgroep UNITA, de Verenigde Staten en Zuid-Afrika.
  - 2017 - Op een kruispunt in het centrum van de Somalische hoofdstad Mogadishu ontploft een vrachtwagen vol explosieven, waardoor ruim driehonderd mensen het leven laten.
- Politiek
  - 1966 - De Nacht van Schmelzer doet het kabinet-Cals vallen.[6]
  - 1966 - De Nederlandse politieke partij D66 wordt opgericht.[6]
  - 1973 - Leger ingezet tegen studenten-demonstratie in Thailand: 1577 doden. Koning Bhumibol stuurt militaire junta weg.
  - 1990 - Bij federale verkiezingen in Duitsland haalt de CDU van kanselier Helmut Kohl de overwinning in vier van de vijf vroegere deelstaten van de DDR.
  - 1991 - Bij godsdienstrellen tussen moslims en christenen in de Nigeriaanse stad Kano komen ongeveer honderd mensen om het leven.
  - 1994 - Het Azerbajdzjaanse parlement bekrachtigt het arrestatiebevel tegen premier Suret Huseynov. De premier wordt gezocht wegens "hoogverraad" in verband met zijn vermeende betrokkenheid bij een poging tot een staatsgreep.
  - 2010 - Installatie van het kabinet-Rutte I in Nederland.[6]
  - 2012 - In België vinden gemeente-, districts- en provincieraadsverkiezingen plaats.
  - 2023 - In Australië wordt een referendum gehouden over extra rechten voor de inheemse Aboriginals en de bevolking van de Straat Torres. De tegenstemmers behalen de meerderheid.[7]
- Recreatie
  - 1999 - De Stichting Dutch History wordt opgericht, tussen de gemeente Den Haag en de Efteling, voor de bouw van een toeristische attractie. Het project, in de vorm van een darkride, gaat uiteindelijk niet door.
- Religie
  - 222 - Paus Calixtus I wordt door een agressieve volksmenigte vermoord en bij de Basiliek van Santa Maria in Trastevere in een put gegooid.
- Sport
  - 1916 - Opening van het Sparta Kasteel Rotterdam. De eerste wedstrijd werd een dag later gespeeld op 15 oktober 1916.
  - 1917 - Het Uruguayaans voetbalelftal wint ook de tweede editie van de Copa América. In de slotwedstrijd wordt naaste concurrent Argentinië met 1-0 verslagen.[6]
  - 1968 - De Amerikaanse atleet Jim Hines brengt het wereldrecord 100 m op 9,95 s. Het is de eerste keer dat dit record elektronisch wordt vastgelegd.
  - 1981 - Het Nederlands voetbalelftal houdt de hoop op de deelname aan het WK voetbal 1982 levend door België in Rotterdam met 3-0 te verslaan. Ruud Geels (20ste) en Frans Thijssen (14de) spelen hun laatste interland voor Oranje.
  - 1987 - Het Nederlands voetbalelftal doet een goede stap op weg naar het EK voetbal 1988 door Polen in Zabrze met 2-0 te verslaan. Ruud Gullit maakt beide doelpunten. PSV'er Berry van Aerle maakt zijn debuut voor Oranje.
  - 1989 - Oprichting van de Colombiaanse voetbalclub Envigado Fútbol Club.
  - 1992 - Litouwen en Slowakije spelen in Vilnius een officieuze voetbalinterland, hoewel Slowakije formeel nog geen onafhankelijke staat is.
  - 1996 - Atletiektrainer en oud-sprinter Achmed de Kom is door de KNAU geroyeerd als lid, omdat hij atleten verplicht bepaalde omstreden voedingsmiddelen liet kopen tijdens een trainingskamp in Italië.
  - 2007 - Langeafstandloopster Lornah Kiplagat vestigt in Udine een nieuw Nederlands record op de halve marathon: 1.06,25.
  - 2009 - Het Slowaaks voetbalelftal plaatst zich voor het eerst voor de eindronde van een groot toernooi. Dankzij een 1-0-overwinning in en tegen Polen stelt de ploeg deelname veilig aan het WK voetbal 2010.
  - 2023 - BMX'ster Laura Smulders uit Nederland pakt de derde plaats in het eindklassement van de wereldbeker BMX. De Australische Saya Sakakibara schrijft de eindzege op haar naam.[8]
- Wetenschap en technologie
  - 1863 - Alfred Nobel verkrijgt octrooi op nitroglycerine.[6]
  - 1905 - De Fédération Aéronautique Internationale (FAI), de internationale organisatie voor lucht- en ruimtevaart, wordt opgericht.
  - 1947 - De Amerikaanse piloot Chuck Yeager doorbreekt in een Bell X-1 als eerste de geluidsbarrière.[9]
  - 2010 - De Voedsel- en Landbouworganisatie van de Verenigde Naties verklaart de runderpest uitgeroeid. Dit is het tweede virus in de geschiedenis, na de pokken, dat door de mens uitgeroeid is.
  - 2012 - Felix Baumgartner doorbreekt als eerste mens in een vrije val vanaf bijna 39 kilometer hoogte de geluidsbarrière.[10]
  - 2022 - Landing van een Dragon ruimtevaartuig met de NASA astronauten Kjell Lindgren, Bob Hines en Jessica Watkins en ESA astronaut Samantha Cristoforetti voor de kust van Florida. Hiermee is er een einde gekomen aan de Crew-4 missie.[11]
  - 2023 - Er vindt een ringvormige zonsverduistering plaats waarvan de ringvormige fase waarneembaar is in het westen van de Noord-Amerika, delen van Centraal-Amerika, Colombia en Brazilië. De gedeeltelijke fase is waarneembaar in Noord-Amerika, delen van Centraal-Amerika en Zuid-Amerika. In Nederland en België is de verduistering niet waarneembaar. Deze verduistering is de 44e in Sarosreeks 134.[12]

## Geboren

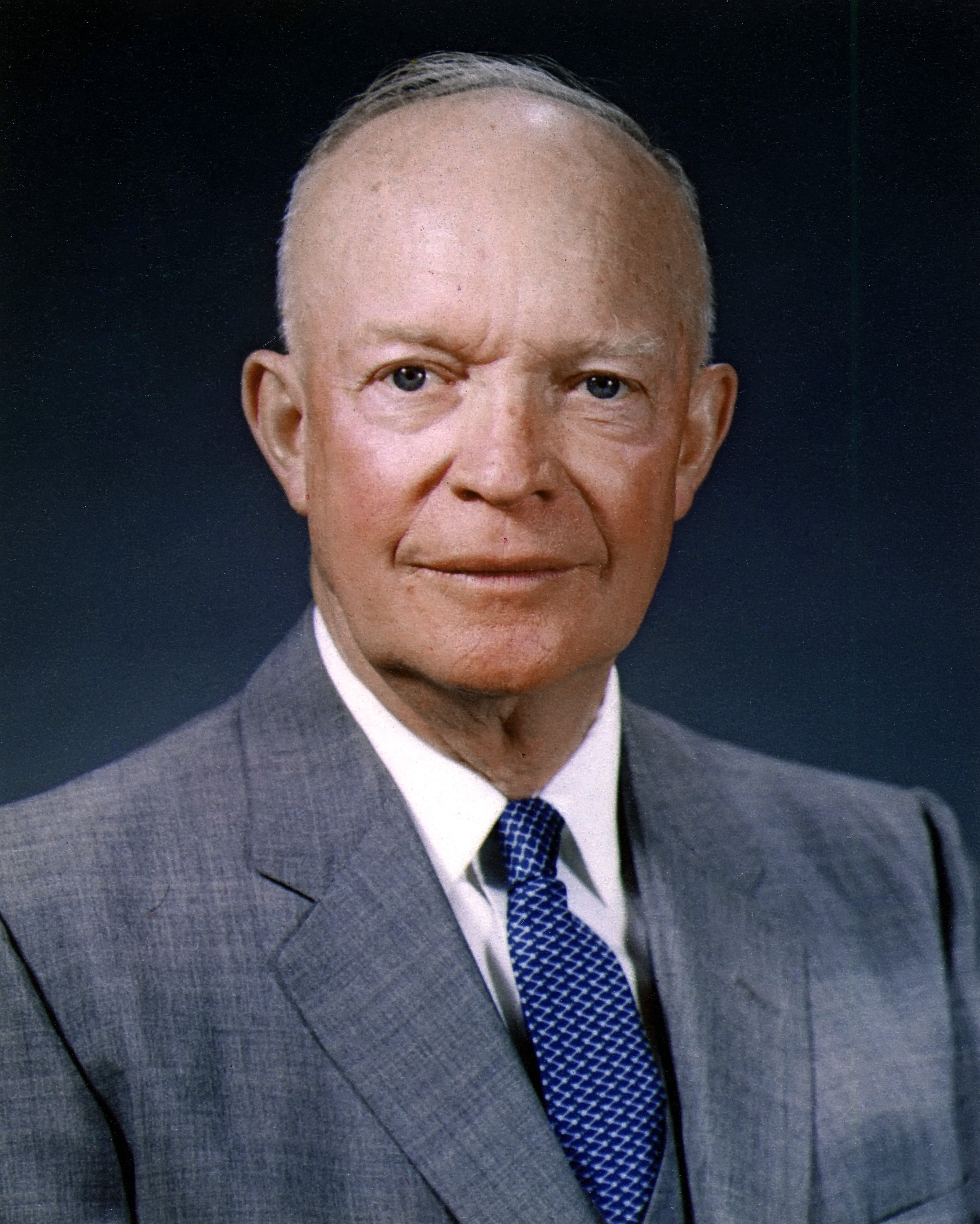
Dwight D. Eisenhower
geboren in 1890

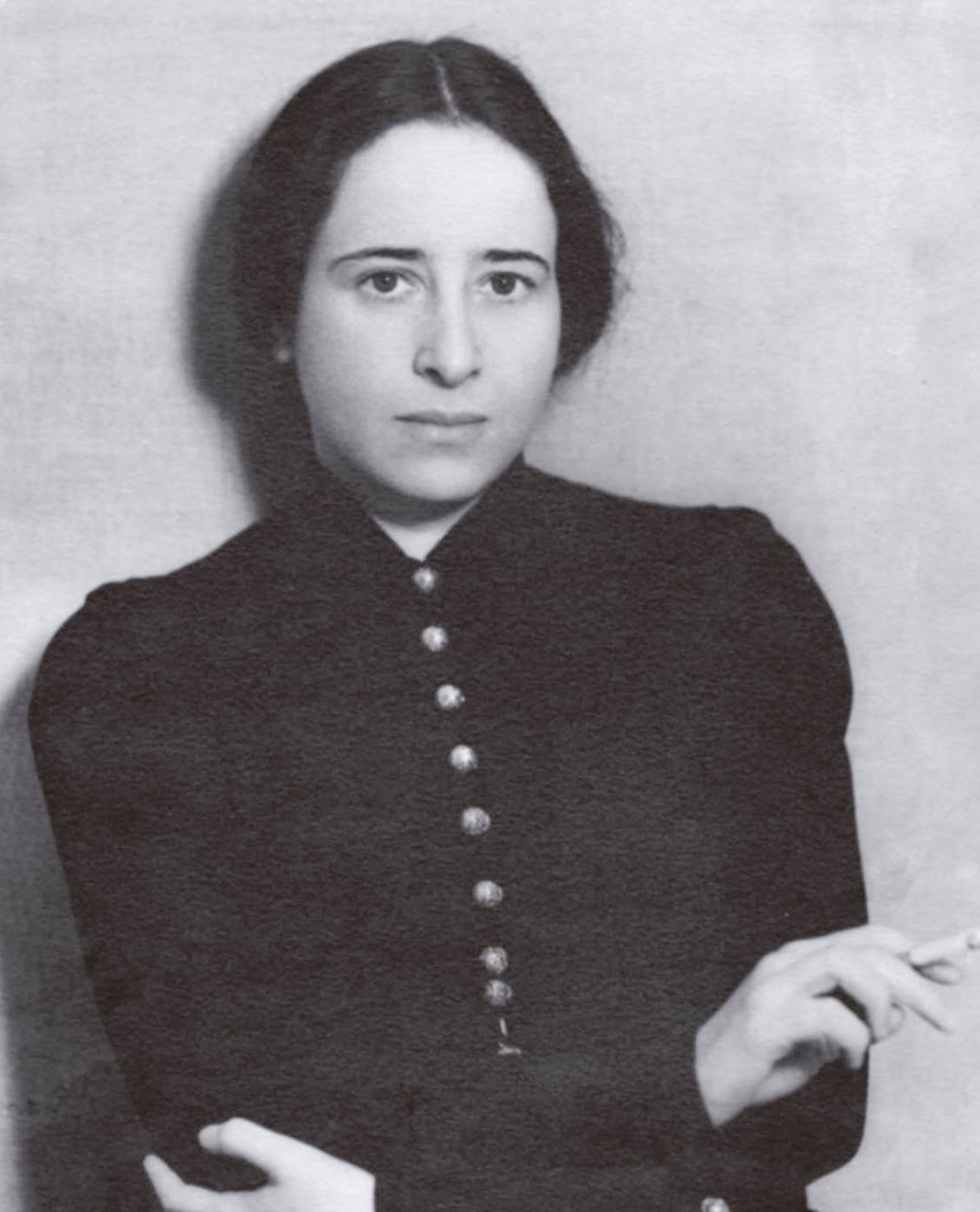
Hannah Arendt
geboren in 1906

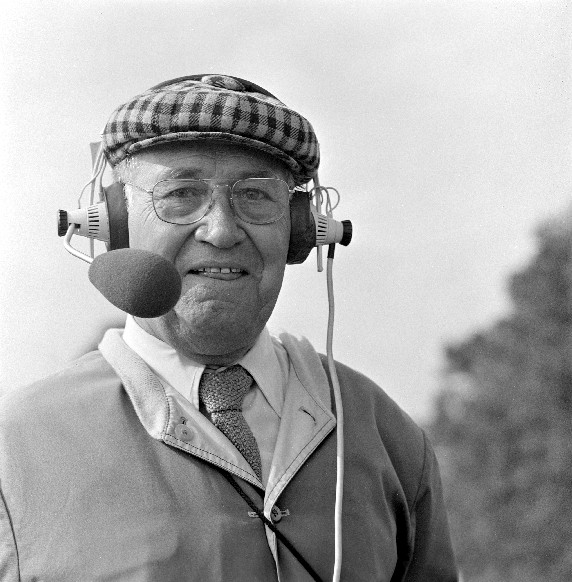
Barend Barendse
geboren in 1907

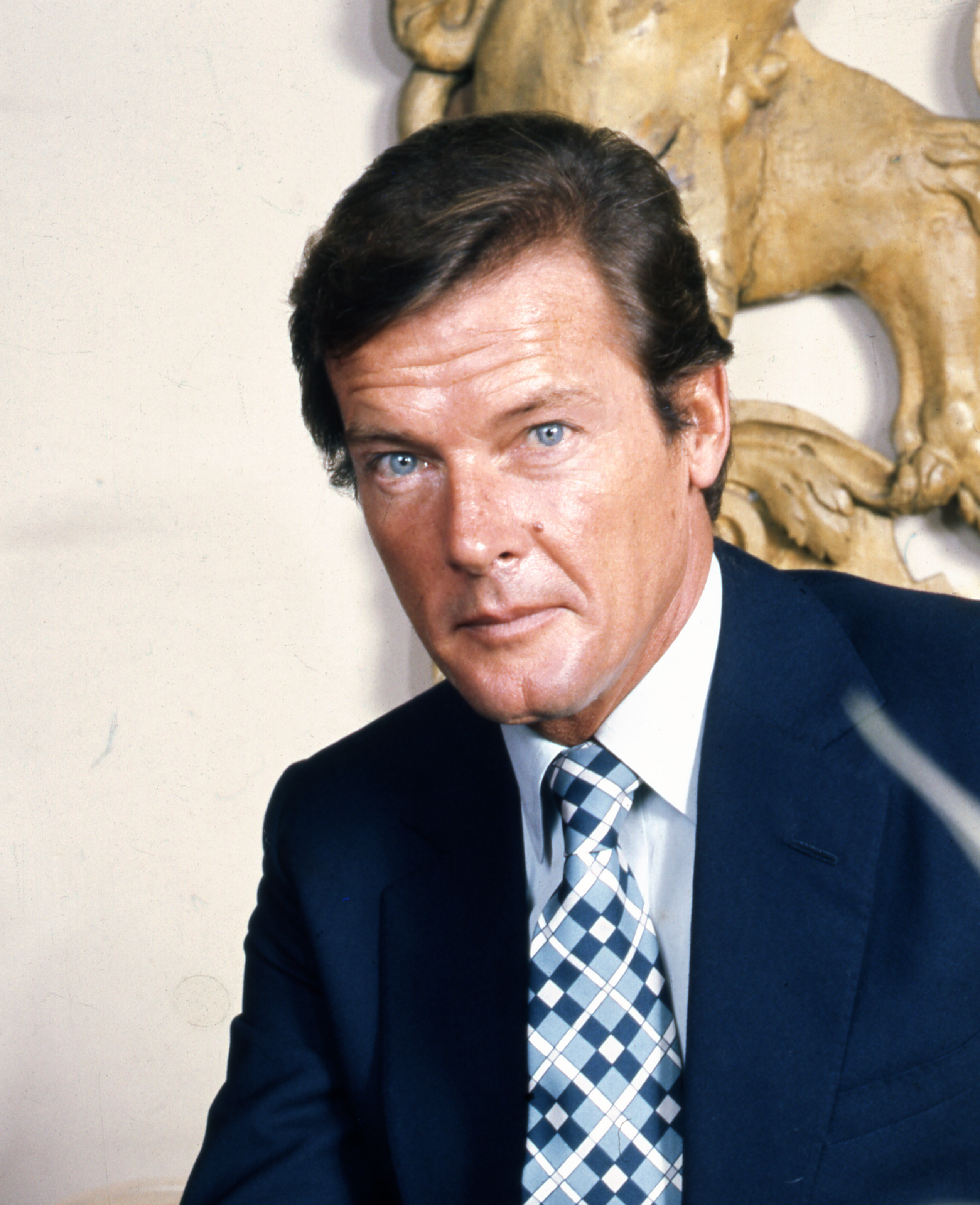
Roger Moore
geboren in 1927

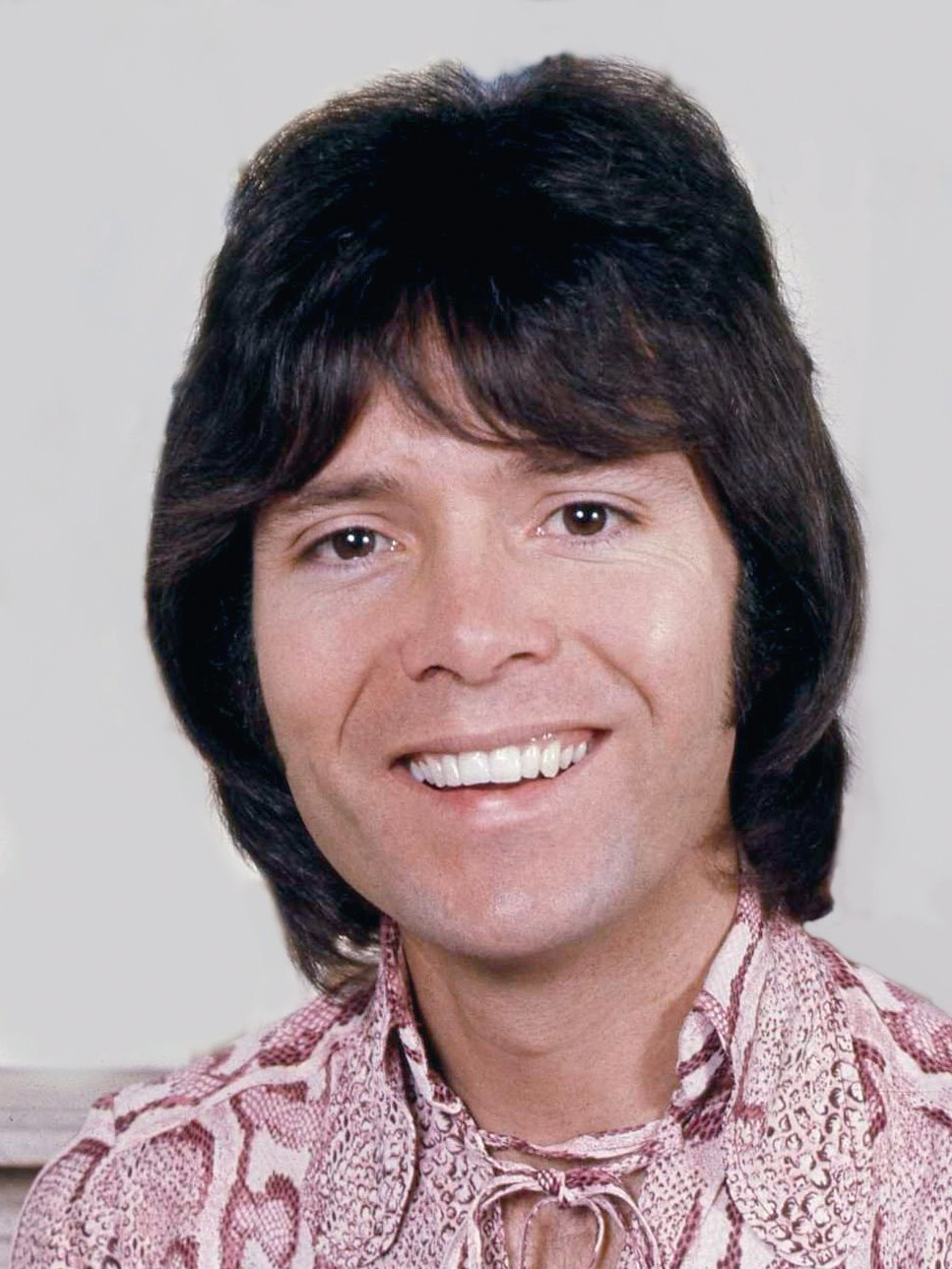
Cliff Richard
geboren in 1940

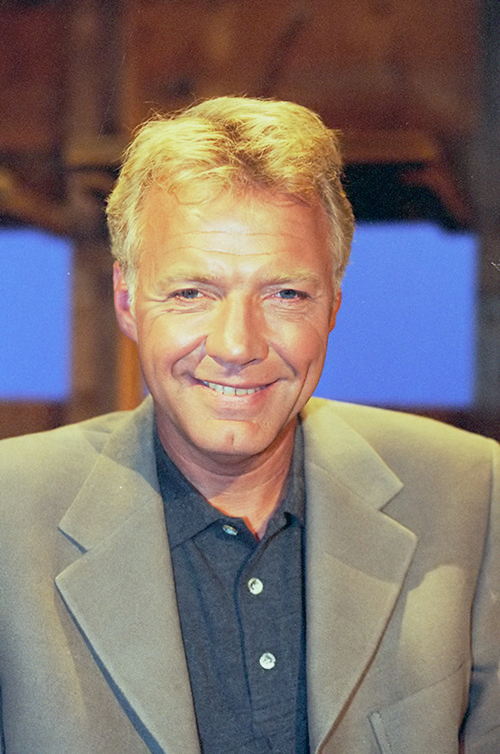
Paul Witteman
geboren in 1946

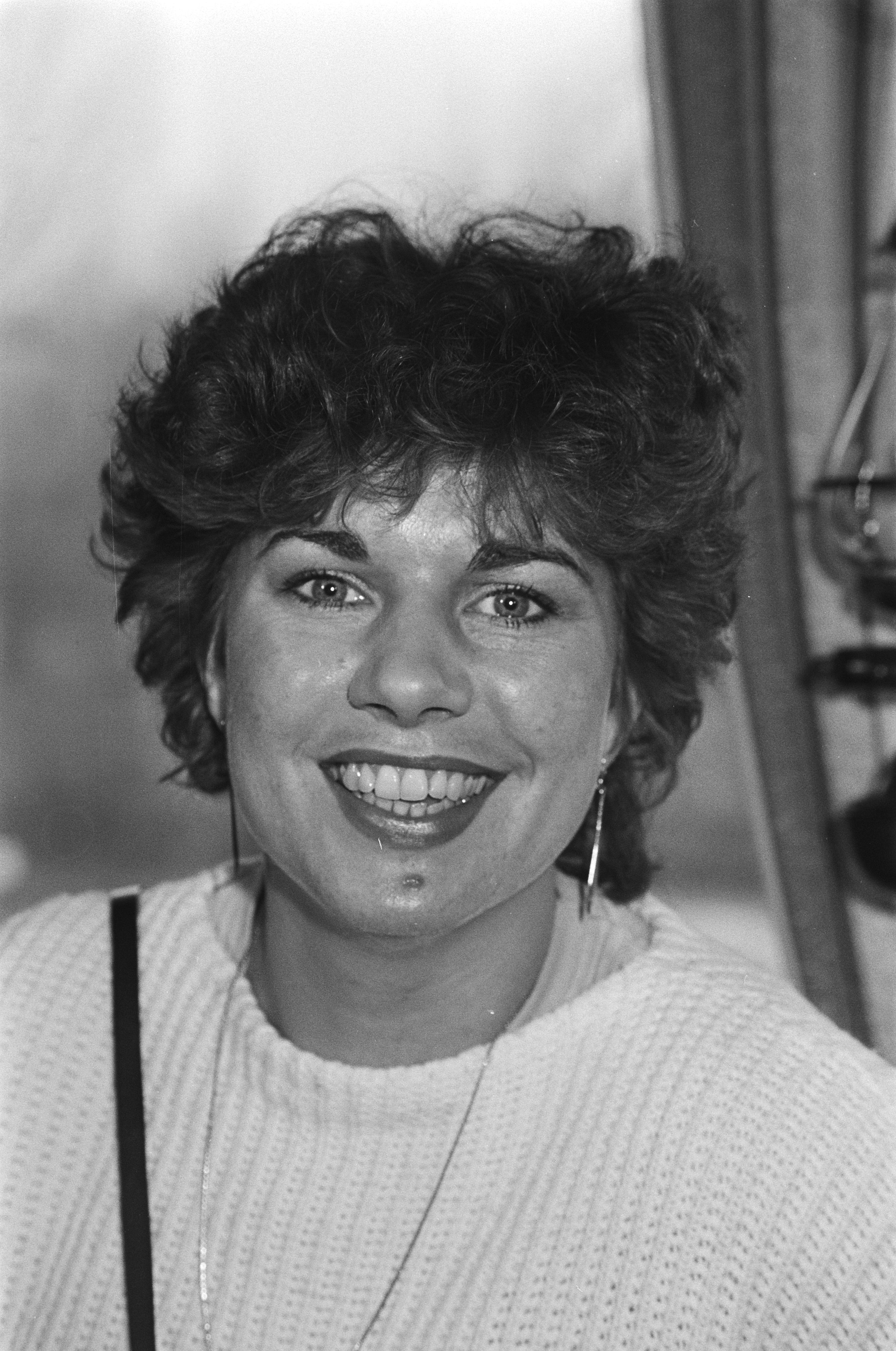
Margriet Eshuijs (in 1981)
geboren in 1952

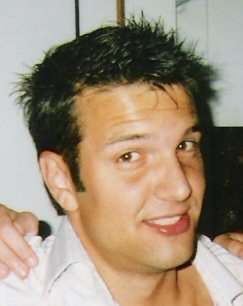
Bas Muijs
geboren in 1976

- 1542 - Akbar de Grote, keizer van het Mogolrijk (overleden 1605)
- 1630 - Sophia van de Palts, keurvorstin van Hannover (overleden 1714)
- 1633 - Jacobus II, koning van Engeland en Schotland (overleden 1701)
- 1639 - Simon van der Stel, Nederlands ontdekkingsreiziger en gouverneur van Kaap de Goede Hoop (overleden 1712)
- 1801 - Joseph Plateau, Belgisch wis- en natuurkundige (overleden 1883)
- 1804 - Carl Timoleon von Neff, Russisch kunstschilder en kunstverzamelaar (overleden 1877)
- 1861 - Jakob Kraus, Nederlands politicus en waterbouwkundige (overleden 1951)
- 1872 - Reginald Doherty, Brits tennisser (overleden 1910)
- 1873 - Ray Ewry, Amerikaans atleet (overleden 1937)
- 1878 - Maurice Dumas, Nederlands zanger en komiek (overleden 1937)
- 1879 - Theodoor Alexander Boeree, Nederlands beroepsofficier en krijgsgeschiedkundige (overleden 1968)
- 1879 - Miles Franklin, Australisch schrijfster en oprichtster van de Miles Franklin Award (overleden 1954)
- 1889 - Antonio de las Alas, Filipijns politicus en topfunctionaris (overleden 1983)
- 1890 - Dwight D. Eisenhower, Amerikaans opperbevelhebber tijdens WOII en 34ste president van de Verenigde Staten (overleden 1969)
- 1891 - Rubens Salles, Braziliaans voetballer en trainer (overleden 1934)
- 1894 - E.E. Cummings, Amerikaans dichter en schrijver (overleden 1962)
- 1894 - Heinrich Lübke, West-Duits bondspresident (overleden 1972)
- 1898 - Cruys Voorbergh, Nederlands acteur en stemacteur (overleden 1963)
- 1900 - William Edwards Deming, Amerikaans statisticus (overleden 1993)
- 1903 - Titus Leeser, Nederlands beeldhouwer en schilder (overleden 1996)
- 1903 - Jacoba van Tongeren, Nederlands verzetsstrijdster (overleden 1967)
- 1905 - Ruth Bernhard, Duits-Amerikaans fotografe (overleden 2006)
- 1906 - Hannah Arendt, Joods-Duits-Amerikaans filosofe (overleden 1975)
- 1907 - Barend Barendse, Nederlands sportverslaggever en presentator (overleden 1981)
- 1907 - Joop van der Ven, Nederlands jurist, hoogleraar in Utrecht (overleden 1988)
- 1910 - Marinus Hendrik Gelinck, Nederlands jurist (overleden 1989)
- 1913 - Larry Russell, Amerikaans filmcomponist en dirigent (overleden 1954)
- 1914 - Raymond Davis jr., Amerikaans natuur- en scheikundige (overleden 2006)
- 1915 - Loris Capovilla, Italiaans kardinaal (overleden 2016)
- 1922 - Walter Roland, Belgisch schrijver (overleden 2024)
- 1925 - Friso Wiegersma, Nederlands liedjesschrijver en kunstschilder (overleden 2006)
- 1926 - Willy Alberti, Nederlands zanger (overleden 1985)
- 1927 - Anke de Graaf, Nederlands schrijfster (overleden 2019)
- 1927 - Roger Moore, Brits acteur (overleden 2017)
- 1927 - Erich Reischke, Duits beeldhouwer en schilder (overleden 2015)
- 1928 - Klaas Knol, Nederlands longarts (overleden 2007)
- 1928 - Fernand Linssen, Belgisch atleet (overleden 2011)
- 1929 - Yvon Durelle, Canadees bokser (overleden 2007)
- 1930 - Mobutu Sese Seko, Congolees president-dictator van Zaïre (overleden 1997)
- 1931 - Dusko Goykovich, Servische jazztrompettist, -bugelist, arrangeur en orkestleider (overleden 2023)
- 1935 - Blackjack Lanza, Amerikaans worstelaar (overleden 2021)
- 1935 - La Monte Young, Amerikaans componist
- 1936 - Hans Kraay sr., Nederlands voetballer en commentator (overleden 2017)
- 1937 - Grace Cotterell, Nederlands politica
- 1937 - Liselore Gerritsen, Nederlands zangeres, cabaretière en (tekst)schrijfster (overleden 2020)
- 1938 - Farah Diba, weduwe van de laatste sjah van Perzië
- 1939 - Gerard Bloemen, Belgisch burgemeester (overleden 2020)
- 1939 - Vic De Donder, Belgisch journalist en schrijver (overleden 2015)
- 1939 - Ralph Lauren, Amerikaans couturier en modeontwerper
- 1939 - Willem de Ridder, Nederlands kunstenaar, radiopresentator en uitgever (overleden 2022)
- 1940 - Cliff Richard, Brits zanger
- 1941 - Kees Holierhoek, Nederlands scenarioschrijver (overleden 2023)
- 1942 - Péter Nádas, Hongaars schrijver
- 1942 - Alice Reyes, Filipijns danseres en choreografe
- 1943 - George Smith, Schots voetbalscheidsrechter (overleden 2019)
- 1944 - Şerif Gören, Turks filmregisseur (overleden 2024)
- 1944 - Udo Kier, Duits filmacteur
- 1945 - Colin Hodgkinson, Brits bassist
- 1945 - Daan Jippes, Nederlands striptekenaar
- 1946 - François Bozizé, Centraal-Afrikaans president
- 1946 - Justin Hayward, Brits componist, zanger en gitarist
- 1946 - Paul Witteman, Nederlands televisiepresentator
- 1948 - Marcia Barrett, Jamaicaans-Britse zangeres (Boney M.)
- 1948 - Corrie Langelaar, Nederlands politica
- 1949 - Cristina García Rodero, Spaans fotografe
- 1950 - Kees Buenen, Nederlands musicus, componist en muziekproducent
- 1951 - Aad van den Hoek, Nederlands wielrenner
- 1952 - Harry Anderson, Amerikaans acteur (overleden 2018)
- 1952 - Nikolaj Andrianov, Russisch turner (overleden 2011)
- 1952 - Margriet Eshuijs, Nederlands zangeres (overleden 2022)
- 1952 - Tony Rombouts, Belgisch voetballer (overleden 1990)
- 1952 - Kaija Saariaho, Fins componiste (overleden 2023)
- 1953 - Sham Binda, Surinaams ondernemer en politicus (overleden 2023)
- 1953 - Kees Guijt, Nederlands voetballer (overleden 2012)
- 1955 - Arleen Sorkin, Amerikaans actrice (overleden 2023)
- 1956 - Arjan Plaisier, Nederlands theoloog, predikant en zendeling
- 1957 - Frénk van der Linden, Nederlands journalist
- 1958 - Rinus van Blankers, Nederlands golfer
- 1958 - Thomas Dolby (Thomas Morgan Robertson), Brits muzikant
- 1959 - Lieke Sievers, Nederlands bestuurder en burgemeester
- 1960 - Steve Cram, Brits atleet
- 1960 - Holkje van der Veer, Nederlands agoge, theologe en schrijfster (overleden 2022)
- 1961 - Romulus Gabor, Roemeens voetballer
- 1962 - Jaan Ehlvest, Estisch schaker
- 1962 - Shahar Perkiss, Israëlisch tennisser
- 1962 - Carl Thackery, Brits atleet
- 1963 - Lori Petty, Amerikaans actrice, filmregisseuse, filmproducente en scenarioschrijfster
- 1963 - Alessandro Safina, Italiaans zanger
- 1964 - Saul Akkemay, Belgisch journalist
- 1964 - Ludo Dierckxsens, Belgisch wielrenner (overleden 2025)
- 1965 - Steve Coogan, Engels acteur, komiek, producent en schrijver
- 1967 - Alain Roche, Frans voetballer
- 1968 - Matthew Le Tissier, Engels voetballer
- 1969 - Vikter Duplaix, Amerikaans zanger/producer
- 1969 - Pete Murray, Australisch singer-songwriter
- 1970 - Maxine, Nederlands zangeres
- 1970 - Roel Vermeulen, Nederlands milieu-epidemioloog
- 1970 - Pär Zetterberg, Zweeds voetballer
- 1971 - Jorge Costa, Portugees voetballer en voetbaltrainer (overleden 2025)
- 1971 - Frédéric Guesdon, Frans wielrenner
- 1972 - Bert Roesems, Belgisch wielrenner
- 1973 - Steven Bradbury, Australisch shorttracker
- 1973 - Teymur Gasimov, Azerbeidzjaans atleet
- 1973 - Þórður Guðjónsson, IJslands voetballer
- 1974 - Viktor Röthlin, Zwitsers atleet
- 1975 - Floyd Landis, Amerikaans wielrenner
- 1975 - Shaznay Lewis, Brits zangeres en componist
- 1975 - Tom Naegels, Belgisch schrijver
- 1975 - Iván Parra, Colombiaans wielrenner
- 1975 - Daniël Rovers, Nederlands schrijver
- 1976 - Eli Louhenapessy, Nederlands voetballer
- 1976 - Bas Muijs, Nederlands acteur
- 1977 - Joey Didulica, Kroatisch voetbaldoelman
- 1977 - Barry Ditewig, Nederlands voetbaldoelman
- 1977 - Juan Soto, Venezolaans voetbalscheidsrechter
- 1978 - Frank Evenblij, Nederlands tv-presentator en programmamaker
- 1978 - Paul Hunter, Brits snookerspeler (overleden 2006)
- 1978 - Usher, Amerikaans R&B-zanger
- 1979 - Rodrigo Tello, Chileens voetballer
- 1980 - Gianpiero Lambiase, Italiaans-Britse ingenieur
- 1980 - Svjatlana Voesovitsj, Wit-Russisch atlete
- 1980 - Ben Whishaw, Brits acteur
- 1981 - Carolina Ruiz Castillo, Spaans alpineskiester
- 1982 - Jamal Akachar, Marokkaans-Nederlands voetballer
- 1982 - Mohamed Fairuz Fauzy, Maleisisch autocoureur
- 1982 - Claudiu Grozea, Roemeens schaatser
- 1982 - Ryan Hall, Amerikaans atleet
- 1982 - Joe Keenan, Engels voetballer
- 1982 - Michiel van Nispen, Nederlands atleet en politicus
- 1983 - Lin Dan, Chinees badmintonner
- 1983 - Betty Heidler, Duits atlete
- 1983 - Richard Mateelong, Keniaans atleet
- 1983 - Brenton Rickard, Australisch zwemmer
- 1983 - David Oakes, Brits acteur
- 1984 - Karen Bardsley, Brits voetbalster
- 1984 - Svetlana Bolshakova, Russisch-Belgisch atlete
- 1984 - Jonas Ivens, Belgisch voetballer
- 1985 - Gustavo Cabral, Argentijns voetballer
- 1985 - Martial Mbandjock, Frans atleet
- 1985 - Harry Vaulkhard, Brits autocoureur
- 1986 - Kelly-Ann Baptiste, atlete van Trinidad en Tobago
- 1986 - Henrique Adriano Buss, Braziliaans voetballer
- 1987 - Laurien van der Graaff, Zwitsers-Nederlands langlaufster
- 1987 - Claudio Lombardelli, Luxemburgs voetballer
- 1987 - Tomás Pina, Spaans voetballer
- 1989 - Luca Matteotti, Italiaans snowboarder
- 1989 - Mia Wasikowska, Australisch actrice
- 1990 - Anthony Ujah, Nigeriaans voetballer
- 1991 - Marco Capuano, Italiaans voetballer
- 1992 - Gustavo Cuéllar, Colombiaans voetballer
- 1992 - Ahmed Musa, Nigeriaans voetballer
- 1993 - Moeman, Nederlands rapper
- 1994 - Godsway Donyoh, Ghanees voetballer
- 1994 - Michail Nazarov, Russisch schansspringer
- 1994 - Sönke Rothenberger, Duits ruiter
- 1994 - Steijn Schothorst, Nederlands autocoureur
- 1995 - Joost Bouhof, Nederlands YouTuber
- 1996 - Amanda Aasa, Zweeds zangeres
- 1997 - Jip Janssen, Nederlands hockeyspeler
- 1998 - Kenneth Bednarek, Amerikaans atleet
- 1998 - Victor Nelsson, Deens voetballer
- 1999 - Koen Blommestijn, Nederlands voetballer
- 1999 - Maxime Busi, Belgisch voetballer
- 2000 - Arthur Leclerc, Monegaskisch autocoureur
- 2000 - Christin Meyer, Duits voetbalster
- 2001 - Jopke van Dobbenburgh, Nederlands zangeres
- 2001 - Patrik Wålemark, Zweeds voetballer
- 2002 - Hyke Lyklema, Nederlands volleybalster
- 2003 - Soumaïla Coulibaly, Frans-Malinees voetballer
- 2004 - Gabriel Bortoleto, Braziliaans autocoureur
- 2004 - Lewis Bower, Nieuw-Zeelands wielrenner
- 2004 - Oliver Goethe, Deens-Duits autocoureur

## Overleden

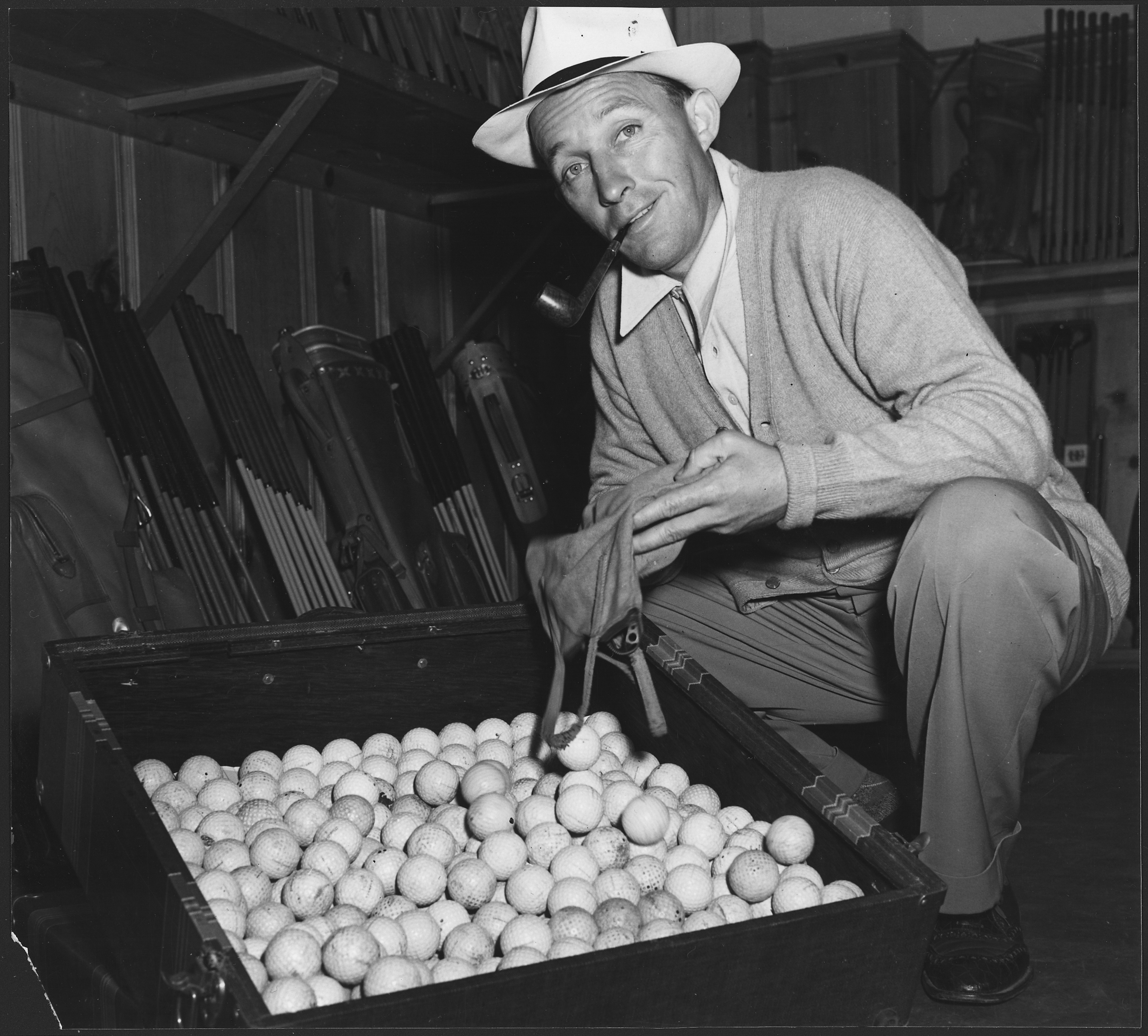
Bing Crosby
overleden in 1977

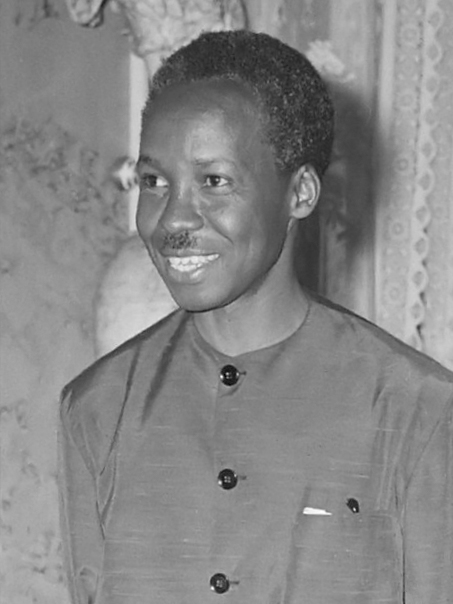
Julius Nyerere
overleden in 1999

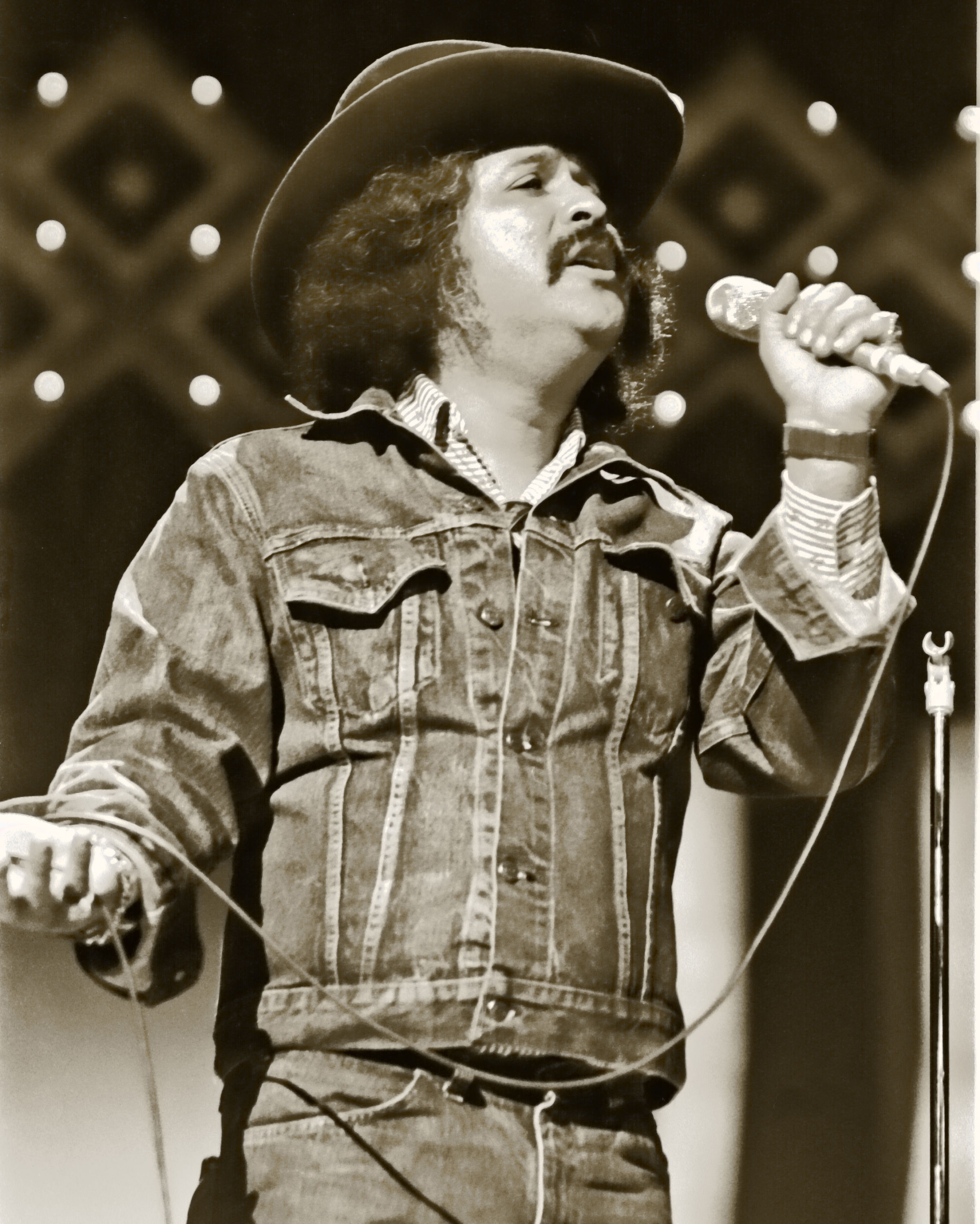
Freddy Fender
overleden in 2006

- 1066 - Harold II van Engeland (ca. 43), Angelsaksische koning van Engeland
- 1185 - Alanus van Auxerre, abt en bisschop van Auxerre
- 1619 - Samuel Daniel, Engels dichter
- 1654 - Cornelia Arens, Nederlands begijn
- 1669 - Antonio Cesti (46), Italiaans componist
- 1688 - Joachim von Sandrart (82), Duits graveur, kunsthistoricus, barokschilder en vertaler
- 1719 - Arnold Houbraken (49), Nederlands kunstschilder en schrijver
- 1923 - Marcellus Emants (75), Nederlands schrijver
- 1925 - Eugen Sandow (58), Duits pionier op het gebied van bodybuilding
- 1930 - Samuel van Houten (93), Nederlands politicus
- 1931 - Karl Stöhr (72), Duits architect en bouwondernemer
- 1937 - Robert Underwood Johnson (84), Amerikaans journalist en diplomaat
- 1944 - Joannes Reddingius (71), Nederlands dichter
- 1944 - Erwin Rommel (52), Duits veldmaarschalk
- 1958 - Douglas Mawson (76), Australisch geoloog en poolonderzoeker
- 1965 - Bill Hogenson (80), Amerikaans atleet
- 1972 - Annie de Jong-Zondervan (65), Nederlands atlete en kortebaansschaatsster
- 1977 - Bing Crosby (74), Amerikaans zanger en acteur
- 1983 - John Opdam (62), Nederlands arts en meervoudige moordenaar
- 1988 - René Vietto (74), Frans wielrenner
- 1990 - Leonard Bernstein (72), Amerikaans componist, dirigent en pianist
- 1999 - Julius Nyerere (77), Tanzaniaans staatsman en president
- 2001 - Netty Rosenfeld (79), Nederlands programmamaakster
- 2004 - Peter Adelaar (57), Nederlands judoka en Europees kampioen
- 2006 - Chun Wei Cheung (34), Nederlands roeier
- 2006 - Freddy Fender (69), Amerikaans countryzanger
- 2006 - Klaas Runia (80), Nederlands theoloog, predikant en journalist
- 2008 - James Reilly (60), Amerikaans soapschrijver
- 2009 - Lou Albano (76), Amerikaans worstelaar en acteur
- 2009 - Bert Decorte (94), Belgisch dichter
- 2011 - Adam Hunter (48), Schots golfspeler en -coach
- 2012 - Kyle Bennett (33), Amerikaans fietscrosser
- 2012 - Eddie Russo (86), Amerikaans autocoureur
- 2012 - Arlen Specter (82), Amerikaans politicus
- 2012 - Gart Westerhout (85), Nederlands-Amerikaans astronoom
- 2013 - Pauke Meijers (79), Nederlands voetballer
- 2013 - Bruno Metsu (59), Frans voetballer en voetbaltrainer
- 2013 - Käty van der Mije (73), Roemeens-Nederlands schaakster
- 2014 - Elizabeth Peña (55), Amerikaans actrice
- 2015 - Mathieu Kérékou (82), Benins president
- 2015 - Florența Mihai (60), Roemeens tennisspeelster en tenniscoach
- 2017 - Rachel Hanssens (88), Belgisch atlete
- 2017 - Gerard Haverkort (75), Nederlands dichter
- 2017 - Ton Lebbink (74), Nederlands dichter en drummer
- 2017 - Albert Sansen (101), Belgisch politicus en uitgever
- 2018 - Germ Hofma (93), Nederlands voetballer
- 2018 - Mel Ramos (83), Amerikaans kunstschilder
- 2020 - Rhonda Fleming (97), Amerikaans actrice
- 2020 - Herbert Kretzmer (95), Zuid-Afrikaans journalist, columnist, criticus en songwriter
- 2022 - Robbie Coltrane (72), Brits acteur en komiek
- 2022 - Jan van der Graaf (85), Nederlands kerkbestuurder
- 2022 - Gerrit van der Linde (95), Nederlands jurist
- 2022 - Peter Stein (95), Nederlands jurist
- 2022 - Jurrit Visser (70), Nederlands burgemeester
- 2022 - Julien Vrebos (75), Belgisch filmregisseur en mediafiguur
- 2022 - Ralf Wolter (95), Duits acteur
- 2023 - Piper Laurie (91), Amerikaans actrice
- 2024 - Willi Girmes (68), Duits partyzanger en entertainer
- 2024 - Philip Zimbardo (91), Amerikaans sociaal psycholoog en onderzoeker

## Viering/herdenking
- Rooms-Katholieke kalender:

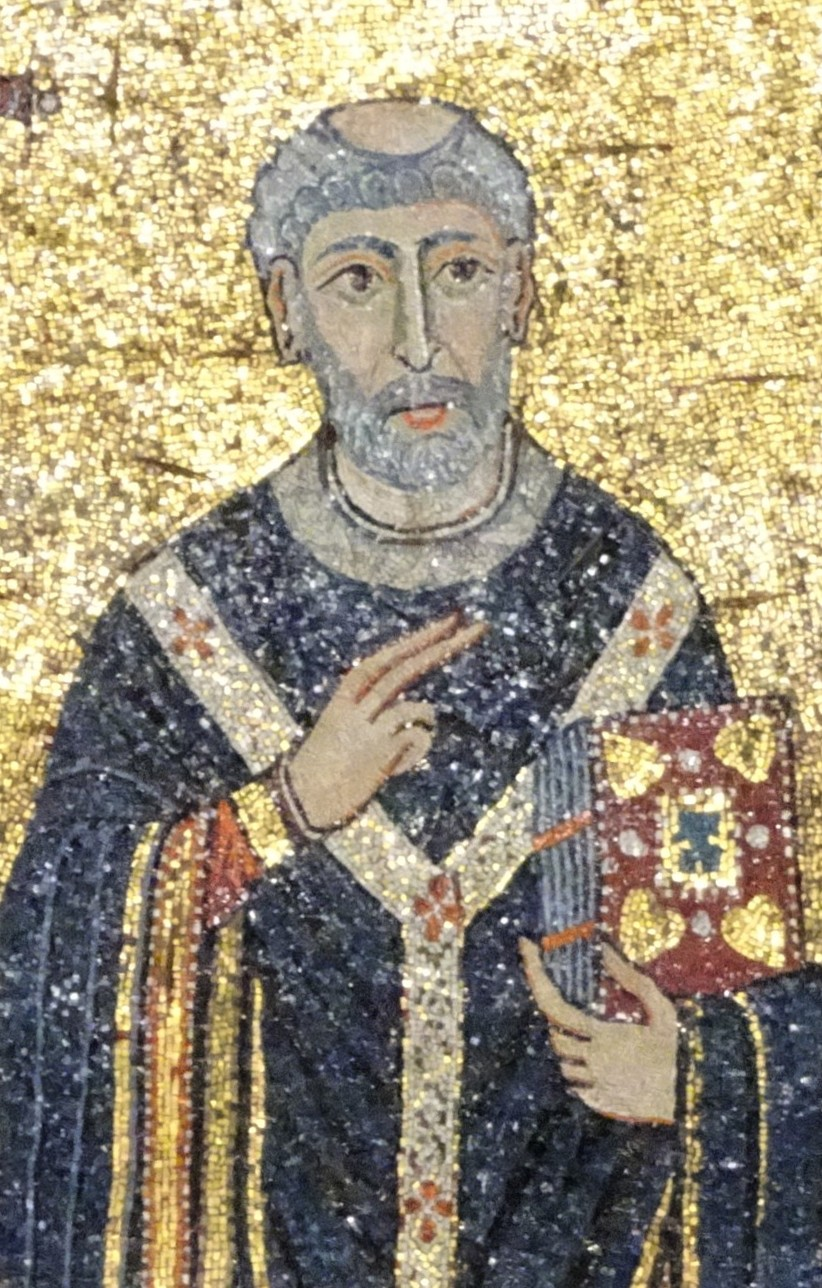
H. Paus Calixtus I

  - Heilige Callistus I († 222) - Vrije Gedachtenis
  - Heilige Donatianus (van Reims), Patroon van het bisdom Brugge († 390) - Gedachtenis (in bisdommen Brugge en Gent)
  - Heilige Hildegonde (van Münchaurach) († c. 1100)
  - Heilige Rusticus van Trier († c. 754)
  - Heilige Dominicus Loricatus († 1060)

## Weerextremen

### Nederland
| | Officiële records | Officiële records | Officiële records |      | Landelijke records | Landelijke records | Landelijke records                 |
| Gebeurtenis | Jaar              | Extreem           | Locatie           | Jaar | Extreem            | Locatie            |                                    |
| --- | ----------------- | ----------------- | ----------------- | ---- | ------------------ | ------------------ | ---------------------------------- |
| Laagste etmaalgemiddelde temperatuur (°C) | 2009              | 3,9               | De Bilt           |      | 2009               | 1,6                | Twenthe                            |
| Hoogste etmaalgemiddelde temperatuur (°C) | 2018              | 17,4              | De Bilt           |      | 2018               | 20,1               | Maastricht                         |
| Laagste minimumtemperatuur (°C) | 1992              | −1,8              | De Bilt           |      | 2009               | −3,9               | Twenthe                            |
| Hoogste minimumtemperatuur (°C) | 1990              | 14,1              | De Bilt           |      | 2018               | 16,3               | Maastricht                         |
| Laagste maximumtemperatuur (°C) | 1952              | 5,6               | De Bilt           |      | 2015               | 4,0                | Maastricht                         |
| Hoogste maximumtemperatuur (°C) | 2018              | 24,2              | De Bilt           |      | 2018               | 26,6               | Ell                                |
| Hoogste uurgemiddelde windsnelheid (m/s) | 1939              | 14,9              | De Bilt           |      | 1939               | 23,1               | Vlissingen                         |
| Hoogste windstoot (m/s) | 1993              | 18,0              | De Bilt           |      | 1982               | 24,7               | Cadzand                            |
| Langste zonneschijnduur (uur) | 2007              | 9,8               | De Bilt           |      | 1994 2007          | 10,1               | Soesterberg Eindhoven, Gilze-Rijen |
| Langste neerslagduur (uur) | 1993              | 13,8              | De Bilt           |      | 1993               | 22,0               | Maastricht                         |
| Hoogste etmaalsom van de neerslag (mm) | 1932              | 24,7              | De Bilt           |      | 1993               | 49,8               | Maastricht                         |
| Laagste etmaalgemiddelde relatieve vochtigheid (%) | 1910              | 58                | De Bilt           |      | 2018               | 51                 | Maastricht                         |
| Laagste uurwaarde luchtdruk op zeeniveau (hPa) | 1982              | 978,6             | De Bilt           |      | 1982               | 978,0              | Hoek van Holland, Vlissingen       |
| Hoogste uurwaarde luchtdruk op zeeniveau (hPa) | 1985              | 1038,3            | De Bilt           |      | 1910               | 1039,1             | Eelde                              |
| Officiële records worden altijd gemeten op het KNMI-weerstation in De Bilt. Landelijke records kunnen worden gemeten op elk officieel KNMI-weerstation in Nederland. |                   |                   |                   |      |                    |                    |                                    |

Uitzonderlijke gebeurtenissen
- 1916 - Laatste officiële zachte dag van het jaar (maximumtemperatuur ≥ 15 °C in De Bilt)
- 1920 - Laatste officiële zachte dag van het jaar (maximumtemperatuur ≥ 15 °C in De Bilt)
- 1958 - Laatste officiële zachte dag van het jaar (maximumtemperatuur ≥ 15 °C in De Bilt)
- 1996 - Laatste officiële warme dag van het jaar (maximumtemperatuur ≥ 20 °C in De Bilt)
- 2023 - Officieel laagste etmaalgemiddelde relatieve vochtigheid in % van oktober dit jaar gemeten in De Bilt: 74
- 2023 - Landelijk laagste etmaalgemiddelde relatieve vochtigheid in % van oktober dit jaar gemeten in Vlissingen: 59
- 2023 - Voor het eerst sinds 17 mei komt de maximumtemperatuur niet boven 15 °C in De Bilt. Einde van een recordperiode van 149 achtereenvolgende officiële zachte dagen.

### België
Dagrecords
- 1887 - Laagste etmaalgemiddelde temperatuur 3,9 °C
- 1990 - Hoogste etmaalgemiddelde temperatuur 19,4 °C
- 1992 - Laagste minimumtemperatuur −0,6 °C
- 1949 - Hoogste maximumtemperatuur 24,6 °C[15]
- 1932 - Hoogste etmaalsom van de neerslag 20,7 mm

<< · 1 · 2 · 3 · 4 · 5 · 6 · 7 · 8 · 9 · 10 · 11 · 12 · 13 · 14 · 15 · 16 · 17 · 18 · 19 · 20 · 21 · 22 · 23 · 24 · 25 · 26 · 27 · 28 · 29 · 30 · 31 · >>